# Ругаланн
Ру́галанн (норв. Rogaland, Ру́галанно файле) — провинция Норвегии. Расположена в южной части Вестланна. Административный центр — город Ставангер. Граничит с фюльке Хордаланн, Телемарк, Эуст-Агдер и Вест-Агдер.

## Этимология
Rogaland — старое норвежское название области, восстановленное в XX веке (до 1919 г. область носила название амт Ставангер, первая часть — родительный падеж множественного числа rygir, название старого германского племени ругов. Второй элемент — land, переводится как земля, область.

## Герб
Герб создан в 1974 г. Он изображает старый каменный крест в Суле, установленный в памяти об Эрлинге Скьялгссоне после его смерти в 1028.

## Географическое положение
Ругаланн — прибрежная область с фьордами, пляжами, и островами, самый известный из которых — остров Кармэй (норв. Karmøy). Бокнафьорден (норв. Boknafjorden) — самый крупный залив с большим количеством фьордов.
На Кармэе имеются большие залежи меди, (часть из которых использовалась при создании Статуи Свободы). Ругаланн является важным сырьевым регионом в Норвегии, где находятся месторождения газа и нефти и является одним из важных сельскохозяйственных районов страны.

## История
Древнейшие находки были обнаружены в результате раскопок в пещере Виста в Свартхоле, в которой был обнаружен скелет мальчика периода неолита. Также было найдено множество предметов Бронзового и Железного веков и крестов в ирландском стиле.
Во времена викингов Ругаланн назывался Ругьяфильке (норв. Rygjafylke). До битвы при Хафрс-фьорде в данном регионе преобладали племена ругов, которые образовали на данной территории первые протогосударственные образования.

## Административно-территориальное деление
Коммуны
- Букн
- Бьеркрейм
- Виндафьорд
- Ельмеланн
- Есдал
- Кармёй
- Квитсёй
- Клепп
- Лунн
- Рандаберг
- Реннесёй
- Саннес
- Сёуда
- Сокндал
- Ставангер
- Странн
- Сула
- Сульдал
- Тиме
- Тюсвер
- Утсира
- Финнёй
- Форсанн
- Хёугесунн
- Хо
- Эйгерсунн

- Коммуны фюльке Ругаланн
- Нагорье Ругаланн
- Фьорд

## Города
- Брюне (норв. Bryne) (14 807 тыс.чел.)
- Йорпеланн (норв. Jørpeland) (10 566 тыс.чел.)
- Купервик (норв. Kopervik) (37 928 тыс.чел.)
- Окрехамн (норв. Åkrehamn) (37 928 тыс.чел.)
- Саннес (норв. Sandnes) (58 947 тыс.чел.)
- Сёуда (норв. Sauda) (4 769 тыс.чел.)
- Скуденесхавн (норв. Skudeneshavn) (37 928 тыс.чел.)
- Ставангер (норв. Stavanger) (115 157 тыс.чел.)
- Хёугесунн (норв. Haugesund) (31 738 тыс.чел.)
- Эгерсунн (норв. Egersund) (13 418 тыс.чел.)